# 카밀라 핑
카밀라 핑(Camila Finn, 1991년 1월 16일 ~ )은 브라질의 모델이다.